# Danielle Chuchran
Danielle Ryan Chuchran (Upland, California; 9 de junio de 1993) es una actriz estadounidense.

## Carrera
Consiguió sus dos primeras audiciones y filmó dos películas para la Iglesia de Jesucristo de los Santos de los Últimos Días. A la edad de ocho años coprotagonizó Little Secrets, un largometraje con Vivica A. Fox, Evan Rachel Wood y Michael Angarano. Poco después consiguió el papel de Cosa 1 en la película El gato en el sombrero. En 2007 también interpretó a una de las niñas en Saving Sarah Cain como Anna Mae Cottrell.
Sus créditos adicionales incluyen la película de HBO Shot in the Heart y episodios de varias series de televisión, entre ellas Crossing Jordan, Girlfriends, Days of Our Lives y The District. En escena apareció en la producción de Elvis y Julieta, escrita por Mary Willard y dirigida por Ted Lange. También apareció en The Bold and the Beautiful como una joven Stephanie Forrester  
en flashbacks.

## Filmografía
| Año  | Título                                   | Personaje                         | Notas        |
| ---- | ---------------------------------------- | --------------------------------- | ------------ |
| 2001 | Little Secrets                           | Lea                               |              |
| 2002 | Handcart                                 | Rescued Girl                      |              |
| 2003 | The Cat in the Hat                       | Thing One                         |              |
| 2007 | Saving Sarah Cain                        | Anna Mae Cottrell                 |              |
| 2009 | Minor Details                            | Claire                            |              |
| 2009 | The Wild Stallion                        | CJ                                |              |
| 2010 | Hunger Games: Katniss & Rue              | Katniss Everdeen                  | Cortometraje |
| 2010 | You're So Cupid!                         | Emma Valentine                    |              |
| 2011 | Hunger Games: The Second Quarter Quell   | District One Girl                 | Cortometraje |
| 2011 | Scents and Sensibility                   | Margaret Dashwood                 |              |
| 2011 | Snow Beast                               | Emmy Harwood                      |              |
| 2012 | Abide with Me                            | Lucy                              | Cortometraje |
| 2012 | Osombie                                  | Tomboy                            |              |
| 2012 | 12 Dogs of Christmas: Great Puppy Rescue | Emma                              |              |
| 2013 | Christmas For A Dollar                   | Verna Kamp                        |              |
| 2013 | Dragon Lore: Curse of the Shadow         | Nemyt                             |              |
| 2013 | Haunt                                    | Sarah                             |              |
| 2013 | Courting Miss Lancaster                  | Athena                            |              |
| 2014 | Los Sobrevivientes                       | Kate Mitra                        |              |
| 2014 | Mochila: A Pony Express Adventure        | The Rider                         | Cortometraje |
| 2014 | Ciudad de Fuego: El Fin de los Días      | Cornelia, la intérprete de signos |              |
| 2015 | Riot                                     | Alena                             |              |

| Año  | Título                      | Personaje         | Notas                                            |
| ---- | --------------------------- | ----------------- | ------------------------------------------------ |
| 2001 | Shot in the Heart           | Desconocida       | Película                                         |
| 2002 | The District                | Sheridan Haskell  | Episodio: "Faith"                                |
| 2004 | Girlfriends                 | Lily              | Episodio: "Good Catch or a Bad Hop?"             |
| 2004 | Crossing Jordan             | Amanda            | Episodio: "What Happens in Vegas Dies in Boston" |
| 2005 | Little House on the Prairie | Mary Ingalls      | Serie de TV                                      |
| 2005 | Without a Trace             | Melissa           | Episodio: "The Innocents"                        |
| 2006 | The Bold and the Beautiful  | Young Stephanie   | 3 episodios                                      |
| 2009 | ER                          | Sloan             | Episodio: "And in the End..."                    |
| 2011 | A Christmas Wish            | Jeanie Bullington | Película                                         |
| 2013 | Body of Proof               | Rebecca Banks     | Episodio: "Lost Souls"                           |
| 2014 | Nowhere Safe                | Ashley Evans      | Película                                         |
| 2015 | Love Finds You in Charm     | Emma Miller       | Película                                         |